# Шабла
Вижте пояснителната страница за други значения на Шабла.
Ша̀бла е град в Североизточна България. Той се намира в област Добрич, между гр. Балчик и границата с Румъния, близо до гр. Каварна. Град Шабла е административен център на община Шабла. По данни на ГРАО към 15 юни 2023 г. в града живеят 3074 души по настоящ адрес и 3149 души по постоянен адрес.

## География
Град Шабла е разположен на 72 км на изток от Добрич, на 25 км на североизток от град Каварна и на 7 км на запад от нос Шабла. Самият нос е варовикова скала, покрита с льос, с височина 10 м над морското равнище.

### Климат
| Климатични данни за Шабла                                                                                          | Климатични данни за Шабла | Климатични данни за Шабла | Климатични данни за Шабла | Климатични данни за Шабла | Климатични данни за Шабла | Климатични данни за Шабла | Климатични данни за Шабла | Климатични данни за Шабла | Климатични данни за Шабла | Климатични данни за Шабла | Климатични данни за Шабла | Климатични данни за Шабла | Климатични данни за Шабла |
| Месеци | яну.                      | фев.                      | март                      | апр.                      | май                       | юни                       | юли                       | авг.                      | сеп.                      | окт.                      | ное.                      | дек.                      | Годишно                   |
| Средни температури (°C)                                                                                            | 2,6                       | 4,0                       | 6,4                       | 11,8                      | 17,6                      | 22,0                      | 24,5                      | 24,1                      | 20,1                      | 15,2                      | 10,1                      | 5,2                       | 13,6                      |
| Средни месечни валежи (mm)                                                                                         | 42                        | 36                        | 29                        | 35                        | 40                        | 42                        | 34                        | 30                        | 36                        | 47                        | 60                        | 49                        | 480                       |
| --- | ------------------------- | ------------------------- | ------------------------- | ------------------------- | ------------------------- | ------------------------- | ------------------------- | ------------------------- | ------------------------- | ------------------------- | ------------------------- | ------------------------- | ------------------------- |
| Източник: Пенин, Румен. Природна география на България. София, Булвест 2000, 2007. ISBN 978-954-18-0546-6. с. 227. |                           |                           |                           |                           |                           |                           |                           |                           |                           |                           |                           |                           |                           |

## История

### Късен неолит и халколит
В некропола при Дуранкулак е открито най-старото технологично обработено злато в света. То предхожда с около петстотин години известните находки от Варненския халколитен некропол. Праисторически селища, условно наречени Шабла I и Шабла II, синхронни със селищната могила Големия остров при Дуранкулак, са открити и проучени през 1974 г. от проф. Хенриета Тодорова в местността „Новите лозя“ – източно от сегашния град между местностите Шабленска тузла и Шабленско езеро. Техните обитатели са поддържали връзки с населението, живеещо на юг, по брега на Черно море.

### Античната Кария
В античността тракийското племе гети обитава тези места, районът е част от Одриското царство. Множество тракийски надгробни могили се извисяват в околността и свидетелстват за тази епоха. Античното тракийско поселение от VI-V в. пр. н.е., прераснало в пристанищен град към края на II в. пр. н.е., е открито при днешното рибарско селище Кария на нос Шабла. Пристанищният град Кария в залива на юг от нос Шабла се идентифицира с древния град Portus Karia (Портус Кария, Καρών Λιμένα (Карон лимен)“ – „Пристанище на карите“) и е бил най-важното транзитно пристанище в района от VI-V век пр. н.е. до VI век н.е. – древната тракийска Карея 1100 години, осигуряваща пътя през Босфора към устието на Дунав и Крим, превърната в крепост от римляните, реконструирана за последно в IV в. през ранновизантийската епоха. За него свидетелстват Ариан, Анонимният периплус на Черно море и римският географ Помпоний Мела в своят труд „География“ в средата на I в. н.е., като посочва, че е разположен между Калатис (дн. Мангалия) и Тиристис (дн. Калиакра) при нос Шабла. Още оттогава носът е важен навигационен ориентир по западния бряг на Черно море. Тук е поддържана огнева стража, а в римско време – кула с постоянен огън. Това потвърждават откритите на морското дъно от водолази, на североизток от сегашния фар, колони и стилизирана глава на кукумявка, изработени от мрамор. Находките от разкопките се пазяр в музея в Добрич и в Дома на културата в града. Предвид смисъла на думата „портус/лимен“ може да се предполага, че античното пристанище при нос Шабла е създадено изкуствено. Според Карел Шкорпил то е представлявало успореден на брега правоъгълен басейн с дължина 280 м и ширина 120 крачки, ограден от север, изток и юг от три каменни насипа – вълноломи, в чиито среди е имало по един вход. Съвременните подводни проучвания уточниха плана на древното пристанище – то се е състояло от две части: първа – сравнително плитък басейн с приблизителни размери 400/150 м, оградена от север и изток от рифове, които и в сегашния си вид успешно изпълняват ролята на естествен вълнолом, почти идентичен с описаното от Карел Шкорпил древно пристанище; втора част – по-дълбок залив, разположен непосредствено южно от басейна. Стари описания на района на нос Шабла споменават, че някога рифовете са били надзидани с изкуствен градеж, което отнася изграденото от траките съоръжение именно към категорията „лимен“, чието съществуване се потвърждава в самия топоним Caron Limen. Според Ариан ”земята около карийското пристанище се нарича Кария”, като има предвид обширната и сравнително ниска крайбрежна тераса, разположена западно от античното пристанище, голяма част от която заемат останките на споменатото обширно селище и неговите некрополи. Оттук става ясно, че Кария (Caria) не е абстрактно географско понятие, а конкретен топоним, представляващ древното име на тракийското крайбрежно селище, а Caron Limen е названието на неговото пристанище. Цялата площ на носа от около 25 хектара е осеяна с археологически паметници. Макар днес бреговата линия да е различна от античната, случайните находки, теренните обхождания, проведените през 1976 – 1979 г. спасителни разкопки и подводните проучвания през 1962, 1979 и 1980 г. безспорно потвърждават съществуването на това място на описаното от хронистите значително антично селище. Добре проучено е укреплението от късната Античност, разположено на самия нос, непосредствено южно от Шабленския фар. Запазената част от укреплението е с размери 12 м х 60 м. Западната част от северната крепостна стена е проучена откъм външното си лице през 1978 – 79 г. Дебелината и е почти 2 м; запазената височина е 1,80 м. Чрез проведените през 1995 – 96 г. сондажни археологически проучвания е установено трасето на западната крепостна стена и е проучена отчасти югозападната кула. Обектът е обявен за паметник на културата с писмо № 4267 / 23.12.1985 година от НИПК. Под вода срещу Шабленската тузла са фиксирани залято селище от бронзовата епоха, античен некропол, древни останки от лодки, направени само с дървени сглобки и няколко потънали кораба от късното Средновековие.
Връх Кария на Антарктическия полуостров е наименуван на античната Кария.

### Средновековие и съвременност
През ранното средновековие опустошеният от варварските нашествия район е заселен от прабългари и славяни и от основаването на Българската държава е част от нея. След неуспеха на кръстоносния поход на Владислав Варненчик срещу турците в 1444 г. османското господство там е напълно установено. През средновековието край брега на Шабла минавали превозващи слонова кост кораби. Много от тях са погълнати от вълните и до днес се случва най-големите късметлии да намерят изхвърлени от водата слонски бивни. Легендата разказва за потъналия при Шабла през Кримската война британски кораб „Черният принц“, натоварен със златото за войската.
Произходът на днешното име на селището, според версия е свързан с прабългарската дума „шабъла“ (черпак). В средата на 19 в. Шабла е най-голямото българско село в района, а кметът му е българин. Жителите активно участват в борбите за самостоятелна българска църква, просвета и национална свобода. В личното тефтерче на Христо Ботев при сформиране на четата му е записан Никола Алексов от Шабла.
След Освобождението от османска власт Шабла е център на община. Гордост за нея е спечеленият на Първото българско земеделско – промишлено изложение в Пловдив в 1892 г. златен медал от шабленеца Димитър Анастасов. През 1900 г. в общината срещу въвеждането на новите данъци (десятък) избухва Селски бунт в Дуранкулак и Шабла. От август 1913 до септември 1916 г. и от ноември 1919 до септември 1940 г. районът е окупиран от Румъния. След освобождението на 7 септември 1940 г. тук се заселват стотици депортирани от румънската власт семейства от коренното българско население на Северна Добруджа.
Около фара на Шабла е било единственото нефтено находище в България, от останалите множество сондажи днес тече топла минерална вода с високо съдържание на сяра.
След кооперирането през 1948 г. в селището е открита мандра в състава на Районния кооперативен съюз във Варна.
До 1964 година Шабла е село, до 1969 г. селище от градски тип, а на 27 август 1969 г. е обявен за град.

## Шабленският фар
Фарът на нос Шабла е разположен на най-източната точка на България. Той е най-високият в България и най-старият автентичен действащ фар в Черноморско-средиземноморския басейн. Разположен е на 43° 32' с.ш. и 28°36' и.д., сигналът му е бяла светлина, просветваща 3 пъти на всеки 25 секунди.
Тук, при античната Кария, навигационно съоръжение е функционирало още през античната и римската епохи. Бялата светлина на фара се вижда от 17 морски мили. Той ориентира и предпазва морските съдове от сблъсък с близо едномилния подводен риф срещу днешния къмпинг „Добруджа“, плитчините между нос Шабла и село Тюленово. В далечното минало се е знаело, че видят ли светлините на фара, моряците са преполовили разстоянието между устието на Дунав и Босфора. Съвременният фар е построен в 1768 г. във връзка с Руско-турската война 1768 – 1774 г., за това свидетелства описанието на Ксавие Омер дьо ла Ел, който в 1852 г. съобщава за зазидан в сградата каменен надпис с дата 1182 г. от хиджра, отговаряща на 1768 г. сл. Хр. Това допълнително се потвърждава и от факта, че фар тук не е споменат в 1756 г. в описанието на „приморска България“ на френския дипломат и географ Шарл де Пейсонел, а в 1786 г. в навигационно описание на крайбрежието на австрийския офицер Венцел фон Броняр се посочва, че фарът се издига на днешното си място, като висока фарова кула наречена Шабла фенер или Пясъчния фенер. Така е описан и в текстове от 1844 г. На рисунка от 1844 г. фаровата кула е изобразена без караулката, долепена по-късно към южната страна на фара. Кулата е била изоставяна, после поправяна и реконструирана, основно по време на Кримската война, когато по проект на френски инженери каменното съоръжение е ремонтирано от български майстори, пристоена е новата караулка и е снабдено с модерна оптика от основаната от френския морски офицер Мишел Колб „Compagnie des Phares de l’Empire Ottomane“ и в 1856 г. фарът отново светва. За този ремонт са изразходвани само 14 370 златни лева, според преизчислените от лири в левове отчети. За сравнение построяването на много по-скромните фарове на Галата и Калиакра е коствало по 15 100 златни лева за всеки един. В западната стена на пристроената тогава караулка е вграден султански монограм на Абдул Меджид. Това показва, че Шабленския фар е считан от Oсманското правителство за изключително важна държавна постройка щом е наредило в нея да бъде вградена султанската тугра, което е правено много рядко и само след личното одобрение на падишаха. Официално обновения фар е открит на 15 юли 1857 година. Участието на българите напомня изправеният на задните си крака лъв, висок около 30 см, изобразен на северозападния ръб на основата на фара на височина 9 м. Макар едва забележим това е доста смел образ върху едно турско държавно съоръжение имащо и военени функции.
Основата на съоръжението е квадратна четиристенна база с ширина 8,8 метра и височина 10 метра. Над която се издига кула с форма на 8 стенна пресечена пирамида. Дебелината на стените е 1,5 м, а в сечението на пиластрите, поддържащи свода, достига 3 метра. Централният купол е поддържан от четири по-малки купола. Общата височена над терена е 32 м и 36 м над морето, каменната конструкция до фаровата площадка е 28,23 м, а стъпалата са 132. Върхът на гръмоотвода му е позлатен. След земетресението от 7,2 степен по Рихтер от 31 март 1901 г. фарът е ремонтиран, а в 1935 г. конструкцията е укрепена със стоманени елементи и дотогавашният изцяло бял фар е боядисан както го познаваме днес. В 1957 г. маслено-газовата светлина е демонтирана и фарът е електрифициран. В 1987 г. отново се прави ремонт и се монтира нова съветска оптика, с мощност на светлинния източник 1 кW. В морето фарът се вижда от 31 км, а в ясно време и много по-далеч. Измервания на местните хора показват, че брегът пред фара от 29 м през 1948 г. е намалял на 13 м в 1996 г. С тържествен ритуал на Военноморските сили в август 2006 година за откриване и освещаване на обновения фар е отбелязана 150-годишнината от официалното откриване на Шабленския фар. Тогава в западната му стена е вградена капсула с послание за бъдните поколения.
На фара работят четирима души, които дежурят по 8 часа. Началник е Атанас Атанасов, който е потомствен фараджия. Неговите родители са пристигнали на това място през 1949 година. Навремето майка му е била единствената жена фараджийка по Северното Черноморие. За съоръжението той се грижи от 1992 година, когато наследява работата на родителите си.
Нашият фар е уникат. Той е копие на Александрийския фар, но е по-малък. В стените има само камък и хоросан, нищо друго. Конструкцията му е нестандартна – разказа дежурният пазач Нанчо Нанев. Той работи на фара от 1992 година. Преживял е много тежки ситуации, но никога няма да забрави една зима, когато в продължение само на 1 час е трябвало да се изкачи и да слезе по стълбите 10 пъти, за да отстранява аварии. Зимата край Шабла идва късно и предизвиква бури и аномалии, обяснява Нанчо Нанев.
В Шабленския фар днес се крие послание, което трябва да се отвори през 2056 година. Преди десетина години дежурните са написали писмо до бъдещето поколение и са го поставили в стените на съоръжението, които са дебели метър и 20 см. В него те описали, че дължината от Фара до брега през 1948 година е била 29 метра, а през 1996 година е била 13 метра.

## Население
Численост на населението според преброяванията през годините:
| \| Година на преброяване \| Численост \| \| --------------------- \| --------- \| \| 1934 \| 2623 \| \| 1946 \| 2825 \| \| 1956 \| 3788 \| \| 1965 \| 4536 \| \| 1975 \| 4477 \| \| 1985 \| 4725 \| \| 1992 \| 4401 \| \| 2001 \| 4008 \| \| 2011 \| 3401 \| \| 2021 \| 2849 \| |           |
| Година на преброяване | Численост |
| 1934 | 2623      |
| 1946 | 2825      |
| 1956 | 3788      |
| 1965 | 4536      |
| 1975 | 4477      |
| 1985 | 4725      |
| 1992 | 4401      |
| 2001 | 4008      |
| 2011 | 3401      |
| 2021 | 2849      |

Етническият състав включва 2945 българи и 103 цигани.

## Религии
В града почти всички изповядват източноправославното християнство. Храмът „Св. Харалампий“ е единственият с това име във Варненско-Великопреславската епархия. Първата църква е построена в 1853 г., заедно с първото килийно училище. След освобождението започва мащабно обновяване на храма, но разрушителното земетресение в 1900 г., срива започнатото, а големите поражения преустановяват временно работата. Особено показателни са списъците с имената на пожертвователите, които съдържат и най-дребната лепта, постъпила за боголюбивото дело. Строежът е завършен в 1908 – 1909 г. и е осветен от Варненско-Преславския митрополит Симеон. Патронният празник е на 10 февруари, когато множество свещеници и боголюбив народ, воглаве с митрополит Кирил, отслужват св. Божествена литургия. От няколко години миряните се радват на своя свещеник – Павел Максимов, който с много усърдие и вяра се грижи за духовното добруване на шабленци.

## Обществени институции
- Администрация на Община Шабла
- Читалище „Зора“
- Център за социална рехабилитация и интеграция
- Зелен образователен център Архив на оригинала от 2011-08-04 в Wayback Machine.
- Общинска организация на Българския червен кръст[неработеща препратка]
- Общинска организация на Скаутски клуб „Ястребите“[неработеща препратка]

## Училища
- СОУ „Асен Златаров“
- ОУ „Климент Охридски“ – село Дуранкулак

## Забележителности
- Археологически комплекс Дуранкулак се намира на 2 км южно от с. Дуранкулак
- На 3 км от Шабла се намира Шабленското езеро.
- На 6 км от Шабла се намира Шабленската тузла.
- Националният археологически резерват Яйлата, намиращ се на 2 км южно от Камен бряг и на 18 км североизточно от Каварна.

## Култура
В града функционира Народно читалище „Зора“.
Танцовият състав „Българка“ към читалището е създаден през 2003 година. Започва с 18 танцьори и танцьорки. Редовен участник в прегледи и фестивали от регионален, национален и международен характер, съставът наброява 20 танцьорки и 10 танцьори. Носител е на много награди и дипломи от редица прегледи, събори и фестивали: първа, втора и трета награди от Международния фолклорен фестивал „Фолклор без граници“ в Албена (2006), почетен знак и 5 дипломи от Международния фолклорен фестивал „Балканфолк“ във Велико Търново (2007), грамота от фолклорен събор в Дебрере (2007). През 2008 година взема участие в международния фолклорен фестивал „Дни на Бурфатлар“ в гр. Басараб, област Констанца, Румъния. Носител е на грамота от прегледа на ЦИОФФ, проведен в Добрич (2009). Съставът печели и голямата награда на международния фолклорен фестивал „Песни и танци без граници“ в Свиленград. Гост-хореограф е Стоян Господинов – главен художествен ръководител на ансамбъл „Добруджа“, Добрич.

## Редовни събития
Седмица на морето, която обикновено се провежда през първата седмица на месец август. На 2 юни се провежда Шабленския панаир. Той се простира от центъра на Шабла до околовръстния път към Румъния.
В организираната от Община Шабла за втора поредна година трудова бригада „С добра воля за природата на Шабла 2011“ участваха над 85 души от страната и чужбина. По време на дейностите са почистени „Черноморският археологически парк Дуранкулак“ и плажовете на къмпингите в Шабла, с. Крапец и с. Дуранкулак, откъдето са събрани 354 чувала с отпадъци. Направени са и 40 къщички за птици от стар дървен материал. Участниците възстановиха и двете платформи за наблюдение на Шабленската тузла. Изградени са и 2 нови острова за гнездене на птици в нейните води.
Проведоха се вечерни презентации, посветени на природни забележителности и природозащитни дейности, както и на Българско дружество за защита на птиците и на проекти и инициативи на БДЗП – проекта за опазване на зимуващата популация на световнозастрашената червеногуша гъска, както и инициативата МОВП (Мониторинг на обикновените видове птици).

## Личности
- Георги Давидов (1955 – 1993) – поет, известен с прозвищата си Пазачът на фара и Поетът на Шабла, на чието име от 2005 година Община Шабла организира национален младежки поетичен конкурс на морска тематика.

## Спорт
Футболният отбор на града се казва ФК Шабла. През 2010 бе създаден и втори клуб Нефтяник 2010, в който играят само местни кадри.
От Шабла произлизат изявени спортисти в силовите спортове.
Андрей Стоянов, роден на 2 януари 1990 г., бронзов медалист на републиканско първенство по класическа борба.
Мариян Момчев, роден на 01.10.1986 г., изявен боксьор.